# Alina Ivanova
Alina Petrovna Ivanova (ryska: Алина Пегровна Иванова), född den 16 mars 1969 i Tjeljabinsk, Ryska SSR, Sovjetunionen är en rysk friidrottare (gångare och senare maratonlöpare) som under början av 1990-talet tävlade för Sovjetunionen.
Ivanovas första större mästerskap som gångare var VM 1991 där hon vann på tiden 42,57 som också blev hennes personliga rekord. Vid OS 1992 kom Ivanova först i mål men diskvalificerades. Under 2000-talet har Ivanova börjat med maratonlöpning med en fjärde plats på London Marathon på meritlistan.